# Netoge no Yome wa Onna no Ko Janai to Omotta
Netoge no Yome wa Onna no Ko Janai to Omotta? (Nhật: ネトゲの嫁は女の子じゃないと思った? "Bạn đã nghĩ là người vợ trong Net Game không phải là con gái thật?") là một bộ light novel tiếng Nhật dài tập, được viết bởi Kineko Shibai và minh hoạ bởi Hisasi. ASCII Media Works đã xuất bản hai mươi ba tập kể từ năm 2013 dưới ấn phẩm Dengeki Bunko của họ. Một bộ manga được chuyển thể do Kazui Ishigami vẽ minh hoạ bắt đầu nối tiếp trong tạp chí seinen manga Dengeki G's Comic của ASCII Media Works từ ngày 30 tháng 8 năm 2014, và đã được thu thập thành tám tập tankōbon. Một bộ anime truyền hình dài tập được chuyển thể bởi Project No.9 được phát sóng từ ngày 7 tháng 4 năm 2016 đến ngày 23 tháng 6 năm 2016. Anime được mua bản quyền và phát sóng với phụ đề tiếng Việt trên nền tảng YouTube bởi Muse Việt Nam vào tháng 5 năm 2020 với nhan đề Bạn tưởng vợ ảo trong game không phải là gái thật à?

## Cốt truyện
Cậu thanh niên Nishimura Hideki chơi một trò chơi MMORPG có tên Legendary Age (LA). Một ngày nọ cậu cầu hôn trực tuyến với một cô gái trong game, nhưng cô nói với cậu rằng ngoài đời cô thực ra là con trai, nên cậu tự thề sẽ không cưới vợ trong game online nữa. Hai năm sau, cậu tham gia với một bang hội và cuối cùng cũng chấp nhận một lời đề nghị kết hôn trong trò chơi từ người bạn đồng hành của mình là Ako, dù cậu vẫn nghĩ ngoài đời sẽ là con trai. Khi bang hội tổ chức cuộc gặp ngoài đời lần đầu tiên, Hideki bị sốc khi phát hiện ra Ako và đồng đội của mình tất cả không chỉ là con gái, mà còn học chung trường với cậu. Câu chuyện kể về cuộc phiêu lưu của họ khi họ thành lập một câu lạc bộ của trường để chơi trò chơi trong khi Hideki cố gắng giúp Ako, người say mê Hideki với tư cách là nhân vật game của mình, cố gắng tách biệt tưởng tượng ra khỏi thực tế.

## Nhân vật
Nishimura Hideki (西村 英騎)
Lồng tiếng bởi: Toyonaga Toshiyuki
Nhân vật chính của bộ truyện, Hideki là một học sinh trung học năm nhất chơi Legendary Age (LA), dưới tên nhân vật là Rusian (ルシアン Rushian), một hiệp sĩ nam. Cậu khinh thường các cô gái trên mạng sau khi bị một cô gái từ chối lời cầu hôn của cậu và nói rằng cô thực sự là một đàn ông ở ngoài đời. Cậu là chồng trong trò chơi của Ako trong Legendary Age sau khi miễn cưỡng chấp nhận lời đề nghị lặp đi lặp lại của cô ấy trong trò chơi. Trong suốt bộ truyện, Hideki bắt đầu nảy sinh tình cảm thực sự với Ako và cố gắng giúp cô phân biệt thực tế với thế giới trò chơi. Ngoài LA, cậu là một otaku.LN 1
Tamaki Ako (玉置 亜子)
Lồng tiếng bởi: Hidaka Rina
Nữ chính của bộ truyện, Ako là bạn học của Hideki, người có tên trò chơi là Ako (アコ), một giáo sĩ nữ, in LA. Cô là vợ trong trò chơi của Hideki do những đề nghị trong trò chơi lặp đi lặp lại của cô với anh và sự chấp nhận miễn cưỡng của anh.LN 1 Ở ngoài đời, cô học cùng trường với Hideki, nhưng thường xuyên vắng mặt vì nghiện game nặng. Cô ấy nhút nhát và cô độc ở trường, nhưng vô cùng hạnh phúc khi gặp được Rusian ngoài đời. Cô ấy có một thời gian khó phân biệt giữa thế giới trò chơi và thực tế, vì cô ấy tin rằng cô ấy là vợ thực sự của Hideki và sẽ thường xuyên và tình cờ gọi bạn bè bang hội của mình bằng tên nhân vật trò chơi của họ ở trường. Thỉnh thoảng Ako sẽ rơi vào trạng thái loạn thần khi phản ứng với việc "normies" không chơi game, nói rằng họ nên chết đi.LN 1 Trớ trêu thay, mặc dù là một người sống ẩn dật, cô là người duy nhất trong nhóm có thể nấu ăn.
Segawa Akane (瀬川 茜)
Lồng tiếng bởi: Minase Inori
Một cô gái tóc đuôi ngựa vàng nhỏ nhắn, cô khinh bỉ các otaku và mắng Hideki mỗi khi anh ta hành động như đang cố gắng nói chuyện với cô. Tuy nhiên, cô ấy thực sự là một game thủ dưới biệt danh Schwein (シュヴァイン Shuvain), một hiệp sĩ nam (sword dancer). Tên nhân vật của cô được dịch ra từ tiếng Đức là "con lợn", mà cô không biết cho đến khi Kyo thông báo cho cô khi họp nhóm ở đời thực. Mặc dù cô ấy nổi tiếng ở trường, cô ấy đã từ chối nhiều chàng trai để cô ấy có thể có nhiều thời gian chơi game hơn.LN 1
Goshōin Kyō (御聖院 杏)
Lồng tiếng bởi: M·A·O
Hôi trưởng Hội học sinh tại trường của Hideki và là người lãnh đạo bang hội Alley Cats ở LA. Cô có mái tóc đen dài và mang tên nhân vật Apricot (アプリコット Apurikotto), một pháp sư nam ở đầu truyện. Những hội viên của cô gọi cô là Master. Cô ấy đến từ một gia đình giàu có; bố cô ấy ở trong hội đồng quản trị của trường, và gia đình cô có một số công ty. Cô thường dùng mua trong trò chơi để tăng các thuộc tính trò chơi của mình, nhưng không phụ thuộc vào tiền của gia đình cô mà vào các khoản đầu tư cá nhân của mình để tài trợ cho nó. Ngoài bang hội, cô không có bạn bè vì gia đình cô không cho cô nhiều cơ hội giao lưu. Cô tài trợ cho việc thành lập câu lạc bộ trò chơi của trường.LN 1
Akiyama Nanako (秋山 奈々子)
Lồng tiếng bởi: Ōwada Hitomi
Bạn của Akane, người phát hiện ra cô chơi trò chơi trực tuyến và đồng ý giữ bí mật. Ngay sau đó, cô bắt đầu chơi LA dưới tên nhân vật Sette (セッテ)Ep. 5, là một triệu hồi sư. Cô ấy có mái tóc màu xanh tím sau đó là màu hồng trong anime.
Saitō Yui (斉藤 結衣)
Lồng tiếng bởi: Nanjō Yoshino
Giáo viên của Hideki, người luôn dõi theo anh và các cô gái, và trở thành cố vấn câu lạc bộ của họ.Ep. 3 Cô cho cậu lời khuyên về cách nói chuyện với các cô gái và cân bằng cuộc sống chơi game của cậu. Sau đó được tiết lộ rằng cô là người chơi LA Nekohime (猫姫), một catgirl đã từ chối lời đề nghị trong trò chơi của Hideki hai năm trước, nói rằng cô thực sự là đàn ông.LN 1 Cô ấy có một lượng lớn người hâm mộ theo dõi trong LA.

## Truyền thông
Tập light novel đầu tiên được xuất bản vào ngày 10 tháng 7 năm 2013 bởi ASCII Media Works dưới ấn phẩm Dengeki Bunko của họ. Tính đến tháng 12 năm 2023, hai mươi ba tập đã được xuất bản.

### Light novel
| #  | Ngày phát hành tiếng Nhật | ISBN tiếng Nhật   |
| -- | ------------------------- | ----------------- |
| 1  | Ngày 10 tháng 7 năm 2013  | 978-4-04-891799-5 |
| 2  | Ngày 10 tháng 10 năm 2013 | 978-4-04-866030-3 |
| 3  | Ngày 8 tháng 2 năm 2014   | 978-4-04-866332-8 |
| 4  | Ngày 10 tháng 5 năm 2014  | 978-4-04-866572-8 |
| 5  | Ngày 9 tháng 8 năm 2014   | 978-4-04-866780-7 |
| 6  | Ngày 10 tháng 12 năm 2014 | 978-4-04-869090-4 |
| 7  | Ngày 10 tháng 4 năm 2015  | 978-4-04-865065-6 |
| 8  | Ngày 8 tháng 8 năm 2015   | 978-4-04-865340-4 |
| 9  | Ngày 10 tháng 12 năm 2015 | 978-4-04-865587-3 |
| 10 | Ngày 9 tháng 4 năm 2016   | 978-4-04-865914-7 |
| 11 | Ngày 10 tháng 6 năm 2016  | 978-4-04-865956-7 |
| 12 | Ngày 8 tháng 10 năm 2016  | 978-4-04-892452-8 |
| 13 | Ngày 10 tháng 2 năm 2017  | 978-4-04-892664-5 |
| 14 | Ngày 9 tháng 6 năm 2017   | 978-4-04-892952-3 |
| 15 | Ngày 7 tháng 10 năm 2017  | 978-4-04-893401-5 |
| 16 | Ngày 10 tháng 2 năm 2018  | 978-4-04-893615-6 |
| 17 | Ngày 9 tháng 6 năm 2018   | 978-4-04-893900-3 |
| 18 | Ngày 10 tháng 11 năm 2018 | 978-4-04-912098-1 |
| 19 | Ngày 10 tháng 4 năm 2019  | 978-4-04-912460-6 |
| 20 | Ngày 10 tháng 9 năm 2019  | 978-4-04-912799-7 |
| 21 | Ngày 10 tháng 4 năm 2020  | 978-4-04-913182-6 |
| 22 | Ngày 10 tháng 11 năm 2023 | 978-4-04-913582-4 |
| 23 | Ngày 8 tháng 12 năm 2023  | 978-4-04-915142-8 |

### Manga
| # | Ngày phát hành tiếng Nhật | ISBN tiếng Nhật   |
| - | ------------------------- | ----------------- |
| 1 | Ngày 10 tháng 3 năm 2015  | 978-4-04-869365-3 |
| 2 | Ngày 10 tháng 10 năm 2015 | 978-4-04-865470-8 |
| 3 | Ngày 9 tháng 4 năm 2016   | 978-4-04-865918-5 |
| 4 | Ngày 10 tháng 6 năm 2016  | 978-4-04-865919-2 |
| 5 | Ngày 2 tháng 2 năm 2017   | 978-4-04-892703-1 |
| 6 | Ngày 7 tháng 10 năm 2017  | 978-4-04-893352-0 |
| 7 | Ngày 10 tháng 3 năm 2018  | 978-4-04-893731-3 |
| 8 | Ngày 10 tháng 11 năm 2018 | 978-4-04-912183-4 |

### Anime
Một bộ anime truyền hình dài tập được chuyển thể bởi Project No.9 phát sóng từ ngày 7 tháng 4 đến ngày 23 tháng 6 năm 2016 trên AT-X. Bài hát chủ đề mở đầu là "1st Love Story" do Luce Twinke Wink☆ trình này, và bài hát chủ đề kết thúc là "Zero Ichi Kiseki" (ゼロイチキセキ n.đ. "Không Một Phép màu") do Nanjō Yoshino trình bày. Universal Pictures ban đầu thông báo rằng họ sẽ phát hành loạt phim này ở Anh, tuy nhiên, sau đó đã được tiết lộ rằng MVM Entertainment sẽ phát hành loạt phim trong khu vực.

## Trích dẫn
- ^  "LN" là dạng rút gọn cho "light novel" và đề cập đến một tập của light novel Netoge no Yome wa Onna no Ko Janai to Omotta?.
- ^  "Ch." là dạng rút gọn cho "Chương" và đề cập đến một số chương của manga Netoge no Yome wa Onna no Ko Janai to Omotta?.
- ^  "Ep." là dạng rút gọn cho "Tập" và đề cập đến một số tập của anime Netoge no Yome wa Onna no Ko Janai to Omotta?.